# Kazuhiko Ōigawa
Kazuhiko Ōigawa (大井川 和彦, Ōigawa Kazuhiko) est un homme politique japonais, né le 3 avril 1964 à Tsuchiura.
Il est élu au poste de gouverneur de la préfecture d'Ibaraki en 2017.